# 荷西·迪亞斯
荷西·馬利亞·迪亞斯·蒙路斯（José María Díaz Muñoz，1982年7月4日－），生於西班牙穆爾西亞，西班牙足球運動員，司職中場。

## 球員生涯
迪亞斯生於西班牙穆爾西亞，自9歲開始在皇家梅西亞足球學校受訓，14歲獲皇家梅西亞開出一紙合約，18歲那年展開職業球員生涯。25歲前，迪亞斯前後效力皇家梅西亞共十一年（從1996至2007），其中包括2002年度外借給西乙B球隊塔拉戈納，和2005年度的下半季外借給西乙B球隊貝高斯。2008年到美國加盟美國PDL聯賽球隊荷李活聯，2009年回歸西丙球會科斯塔卡利達。
2011年初，迪亞斯獲曾在母會梅斯亞合作的丹尼引薦下跟時任傑志主帥甘巴爾會面，其後與傑志簽約5個月，並在首季已協助球隊奪得聯賽冠軍，第二季更成「三冠王」。加盟後，他在2012年2月3日以3–2險勝港菁的聯賽取得加盟後的首個入球。
2014年8月，迪亞斯加盟港超聯球隊YFC澳滌，並在11月9日以2–0擊敗黃大仙的聯賽取得加盟後的首個入球。季尾更協助球會取得季後附加賽資格，但可惜在決賽不敵南華，無緣亞洲賽。最終YFC澳滌仍因贊助商撤資散班導致收場。
2015年7月，迪亞斯轉會至港超聯球隊冠忠南區，並在9月13日以3–3賽和香港飛馬的聯賽取得加盟後的首個入球。2016年8月5日，球隊發聲明表示迪亞斯突然因為個人理由失蹤並已缺席4次操練，會方至今未能聯絡他，所以宣布他不會為冠忠南區效力，而球隊教練鄭兆聰表示迪亞斯已經買機票返回西班牙，合約仍然繼續唯有當他放住假先，希望他可以回心轉意。
2016年8月22日，迪亞斯現身傑志對理文流浪的熱身賽，即引起各方不同猜想，但他僅稱自己目前是自由身，並希望繼續在港超參賽。事後，迪亞斯表示是跟冠忠南區面對面討論並達成協議，為尊重雙方他不能透露任何事。2016年9月1日，戴亞斯（前譯迪亞斯）落實加盟標準灝天，並在9月18日於標準灝天作客R&F富力的高級組銀牌初賽取得了加盟後的首個入球，助標準灝天以1–0擊敗R&F富力，成功晉級。2017年1月6日，戴亞斯已經離隊。

## 榮譽
港聯
- 賀歲盃冠軍（2016年）

個人
- 香港超級聯賽 3月最有價值球員（2015–16季度）

## 外部連結
- 香港足球總會網站球員註冊資料 （页面存档备份，存于）